# Victor Ratautas
Victor Ratautas (ur. 10 marca 1934  – zm. 30 czerwca 1996) − piłkarz brazylijski, występujący na pozycji środkowego obrońcy.

## Kariera klubowa
Karierę piłkarską Victor rozpoczął w klubie EC Santo André. W latach 1952–1954 grał w Juventusie São Paulo. Przełomem w karierze był transfer do São Paulo FC, gdzie grał w latach 1954–1961. Z São Paulo FC zdobył mistrzostwo stanu São Paulo – Campeonato Paulista w 1957 roku. W barwach São Paulo Victor rozegrał 382 spotkania i strzelił 7 bramek. W późniejszych latach występował w Ponte Preta Campinas, Taubaté, Derac de Itapetonga i Saad São Caetano do Sul, gdzie zakończył karierę w 1969 roku.

## Kariera reprezentacyjna
W reprezentacji Brazylii Victor zadebiutował 29 kwietnia 1960 w wygranym 5-0 towarzyskim meczu z reprezentacją Zjednoczonej Republiki Arabskiej. Ostatni raz w reprezentacji wystąpił 26 maja 1960 w przegranym 2-4 meczu z reprezentacją Argentyny, którego stawką była Copa Julio Roca 1960. Ogółem w reprezentacji Victor wystąpił 5 razy (wystąpił jeszcze w 2 meczach nieoficjalnych).